# ورونیکا روساتی
ورونیکا روساتی (انگلیسی: Weronika Rosati؛ زادهٔ ۹ ژانویهٔ ۱۹۸۴) بازیگر اهل لهستان است. وی از سال ۲۰۰۰ میلادی تاکنون مشغول فعالیت بوده‌است.
از فیلم‌ها یا برنامه‌های تلویزیونی که وی در آن نقش داشته است، می‌توان به پیت‌بول (فیلم)، پیت‌بول (سریال تلویزیونی)، روزگار خوش، ورای تخت جراحی، مایکا، فرابنفش، جسم خارجی، لندنی‌ها، هتل ۵۲، در تاریکی، آیسمن، گلوله به سر، جستجوی سراسری، لارگو وینچ ۲ و سرمازده اشاره کرد.